# Not Vital
Not Vital (* 15. Februar 1948 in Sent GR) ist ein Schweizer Künstler in den Bereichen Grafik, Malerei, Bildhauerei und Architektur.

## Leben und Werk
Not Vital wurde 1948 in Sent im schweizerischen Unterengadin geboren. Durch den dort ansässigen Kunsthistoriker Max Huggler kam er vertiefter mit Kunst in Berührung. 1968–1969 betrieb er Studien am Centre universitaire expérimental de Vincennes in Paris. 1974 folgte die Übersiedlung nach New York, wo er, abgesehen von regelmäßigen Aufenthalten in Lucca (Italien), Agadez (Niger) und Sent bis 2012 lebte. Er hatte Bekanntschaft mit Willem de Kooning, bei dem er in seiner Anfangszeit in den USA als Assistent arbeitete. In den 1980er Jahren entstanden erste dreidimensionale Arbeiten.
Vitals Werke – in verschiedenen Techniken und gattungsübergreifend – werden in bedeutenden Museen und Galerien wie auch im öffentlichen Raum weltweit gezeigt. In seinem Parkin Not dal mot in Sent sind zum Beispiel Eselsbrücke, Turm der Stille, Eishaus und anderes mehr installiert.
Die Stiftung (fundaziun Not Vital) in Ardez hat zum Ziel, im Rahmen einer rätoromanischen Bibliothek insbesondere Drucke aus dem 17. und 18. Jahrhundert in die Gegend ihres Ursprungs zurückzubringen. Seine Stiftung besitzt auch eine Kunstsammlung mit eigenen Werken und solchen anderer Künstler. Der Churer Architekt Men Duri Arquint baute das Haus Planta von Wildenberg für die Stiftung um.
2010 beteiligte er sich am Wettbewerb um die Neugestaltung des Altarraumes der Kathedrale St. Gallen. Für das 2011 fertiggestellte Zürcher Hochhaus Mobimo Tower gewann er mit seiner No Problem Sculpture den Art-et-Architecture-Wettbewerb.
Im März 2016 erwarb Vital das Schloss Tarasp von der Familie Hessen.
Er lebt und arbeitet im Unterengadin, in Peking und in Agadez, früher auch in New York.

## Auszeichnungen
- 1991: Bündner Anerkennungspreis
- 1998: Preis der Stiftung für Graphische Kunst in der Schweiz
- 1998: Premi Cultural Paradies

## Werke

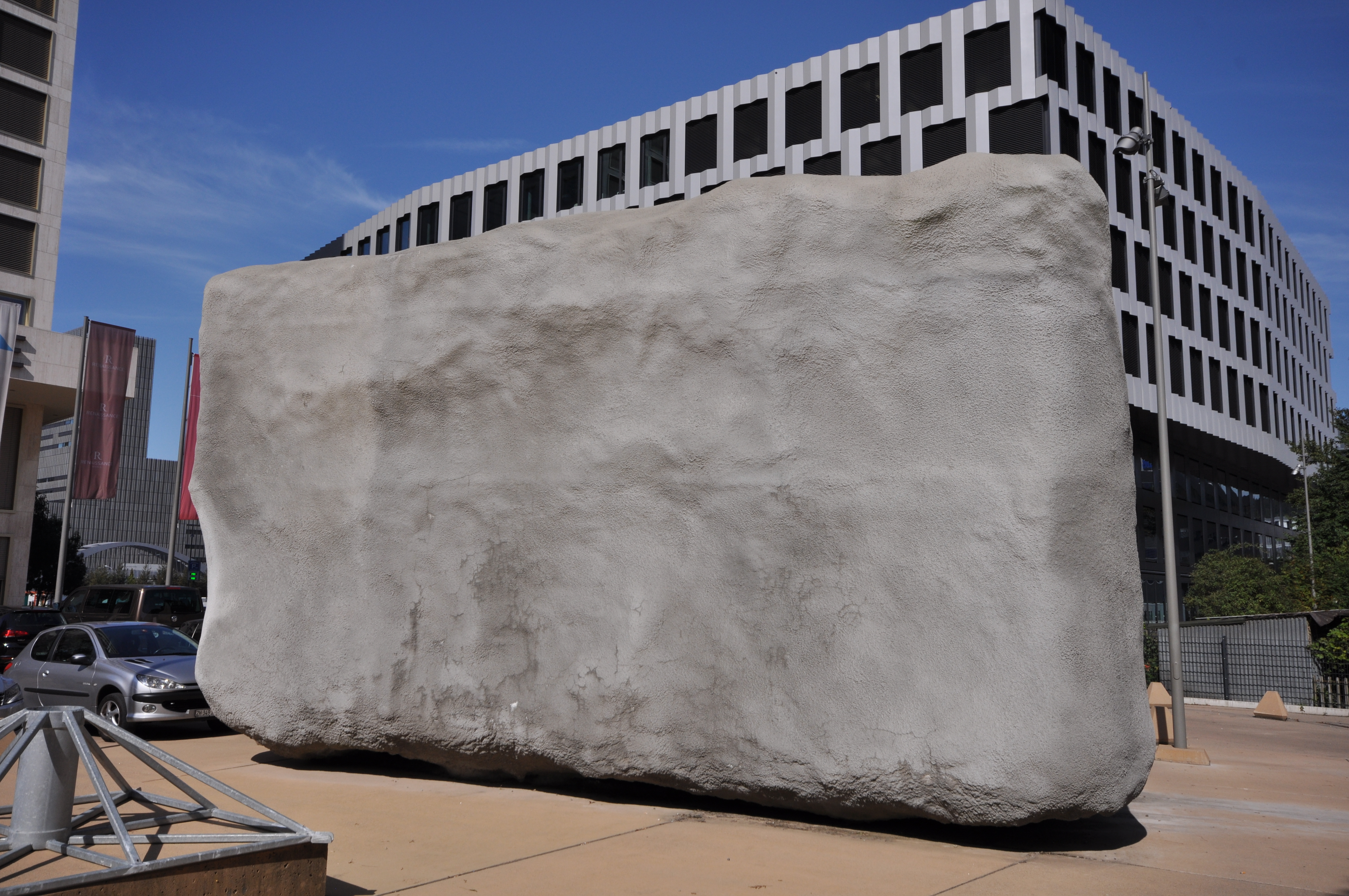
The No Problem Sculpture, 2012

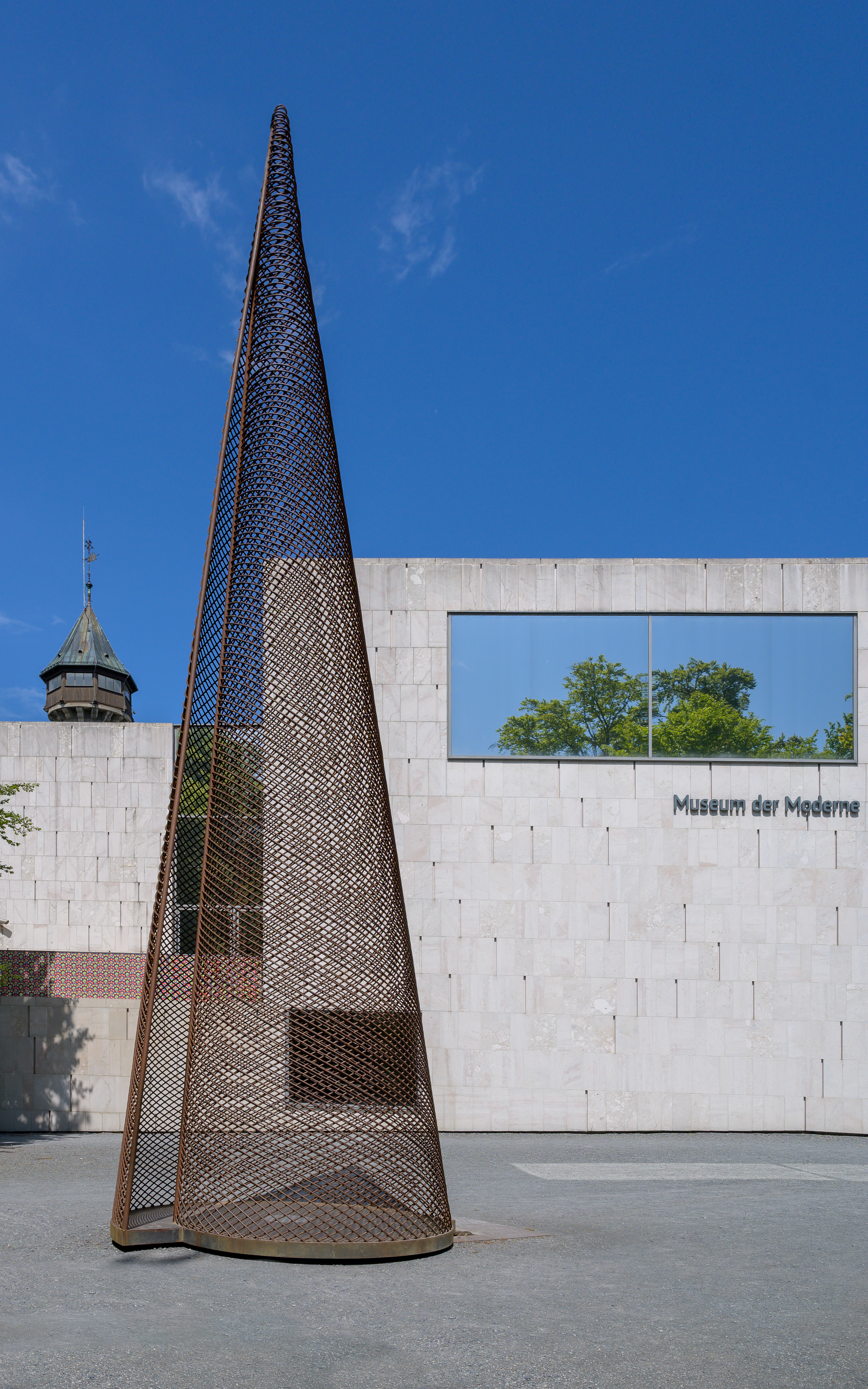
Schlafendes Haus

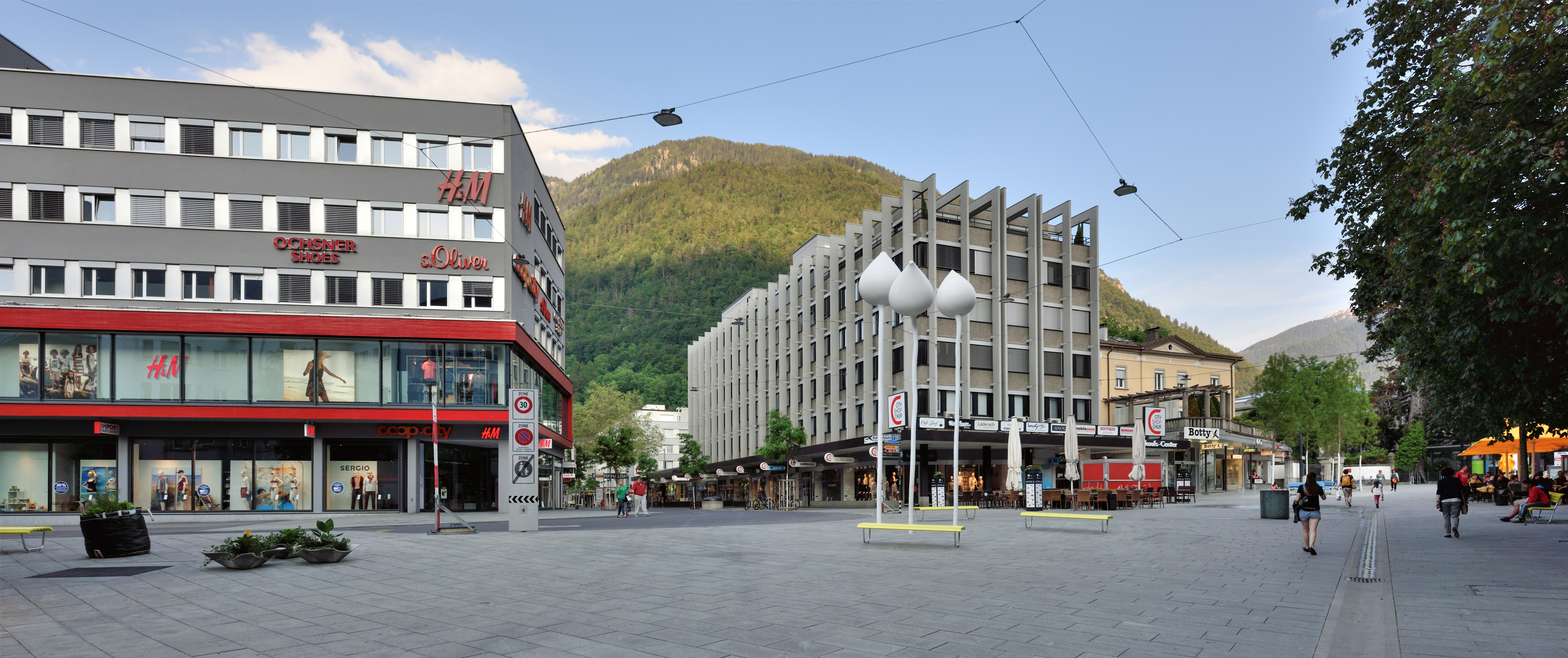
Drei Lotusblüten, Alexanderplatz in Chur, Schweiz

Unter anderen haben folgende Institutionen einzelne oder mehrere Werke Not Vitals in ihrer Sammlung:
- Burger Collection, Hong Kong[5]
- Bündner Kunstmuseum, Chur
- The Museum of Modern Art, New York [6]
- Kirchner Museum Davos, Davos[7]
- Museum der Moderne, Salzburg[8]
- Haus für Mozart, Salzburg[9]
- Il Giardino di Daniel Spoerri, Seggiano [10]
- Sammlung Schaufler im Schauwerk, Sindelfingen[11]
- Schlafendes Haus, Salzburg

## Ausstellungen (Auswahl)
- Galerie Barbara Farber, Amsterdam (1985)
- Galerie Beyeler, Basel (2006)
- Galerie Nordenhake, Berlin (2011)[12]
- Kunsthalle, Bielefeld (1997, 2005)[13][14]
- The Arts Club of Chicago (2006)
- Bündner Kunstmuseum, Chur (1979, 1991, 2000, 2007, 2017)
- Galerie Luciano Fasciati, Chur (1992, 1996, 2000, 2007, 2009)
- Musée Rath, Genf (1990)
- Museum of Art, Hongkong (1995)
- Akhnaton, Kairo (1989)
- Margo Leavon Gallery, Los Angeles (1986)
- Kantonales Kunstmuseum, Lugano (2002)
- Kunstmuseum, Luzern (1988)
- Kunsthalle Malmö (1997)
- Aidan Galerie, Moskau (2004)
- Galerie Sperone Westwater, New York (1995, 1997, 1999, 2000, 2004, 2006, 2007)[15]
- Centre Culturel Suisse, Paris (1989)
- Galerie Urs Meile, Peking (2008, 2009)[16]
- Galleria Gian Enzo Sperone, Rom (1995)
- Galerie Thaddaeus Ropac, Salzburg (1991, 1992, 2001, 2005, 2007, 2008, 2010)
- Museum zu Allerheiligen, Schaffhausen (2002)
- Galleria Sperone, Sent GR (seit 2007)
- Galerie Nordenhake, Stockholm (1998)
- Konnex Kairo, Kunstmuseum Thun, Thun (1999)
- PS Galerie, Tokyo (1990)
- Museum Chasa Jaura, Valchava (2003)
- Biennale di Venezia, Venedig (2001)
- Kunsthalle, Wien (2009/2010)
- Ullens Center for Contemporary Art, Peking (2011)
- Schauwerk Sindelfingen, Sindelfingen (2012)
- Paço Imperial, Rio de Janeiro (2015)
- Yorkshire Sculpture Park, Wakefield (2017)
- Bündner Kunstmuseum, Chur (2017)
- Galerie Stalla Madulain, Madulain, Schweiz 2017–2018

### Monographien und Ausstellungskataloge
- Christoph Doswald, Not Vital: Not Vital. Not Why. Selected Works 2008–2009. Galerie Urs Meile, Peking und Luzern, 2009. (Online)[17]
- André von Grafenried, Mohamed Taha Hussien: Not Vital at Akhnaton.
- Stephen Grahem, Cathy S. Cottong, Akhmed Haidera: Not Vital. Arts Club of Chicago 2006, ISBN 1-891925-20-2.
- Akhmed Haidera: Not Vital. Sperone Westwater, New York 2004.
- Anthony Jannacci, Bera Nordal: Not Vital. Kunsthalle Malmö 1998, ISBN 91-7704-083-X.
- Thomas Kellein, Christiane Heuwinkel, Jochen Kopp: Not Vital. Agadez. Kunsthalle Bielefeld / Albion Gallery London. Walther König, Köln 2005, ISBN 3-88375-954-6.
- Thomas Kellein: Not Vital. Distributed Art Publishers, New York 1996.
- Urs Staub: Konnex Kairo. Not Vital, Stefan Haenni, Claude Sandoz et al. Kunstmuseum Thun, 1999. ISBN 3-906537-00-5.
- Thomas Kellein: Not Vital – Tongue. Galerie Urs Meile, Peking/Luzern 2008. (Online)
- Martin Kunz, Matthias Frehner: Not Vital. Kunstmuseum Luzern, 1988.
- Louise Neri: Not Vital. Paris Gallery, Thadaeus Ropac, Paris / Salzburg 2005, ISBN 2-910055-23-X.
- Claude Ritschard: Not Vital. Musée Rath Genève 1990–1991. (Darin Text: „Le Veau d'or“ ou la sculpture conceptuelle de Not Vital. („Das Goldene Kalb“ oder die Konzeptkunst von Not Vital.)) Galerie Faust, Genf 1990, ISBN 2-8306-0075-4.
- Claude Ritschard: Not Vital – P O [M]. Galerie Guy Bärtschi, Genf 2002, ISBN 2-940287-09-0.
- Markus Stegmann (Hrsg.): Not Vital – Fat es fat. (Getan ist getan.) Druckgraphik und Multiples 1986–2002. Museum zu Allerheiligen, Schaffhausen 2002, ISBN 3-907066-46-4. / Verlag für moderne Kunst, Nürnberg 2002, ISBN 3-933096-90-1.
- Beat Stutzer: Not Vital. Bündner Kunstmuseum, Chur 1991.
- Not Vital: Voglio vedere le mie montagne. (Ich möchte meine Berge sehen.) Galleria Cardi, Mailand 2001.
- Ziba de Weck: Not Vital – Works on Paper. (Werke auf Papier.) Swiss Institute, New York 1988.

## Filme
- Hercli Bundi: Not Vital, Half Man – Half Animal. (Not Vital, halb Mensch, halb Tier.) Televisiun Rumantscha, 1999 / Fama Film, Bern 2000.[18]
- Thomas Kellein, Christiane Heuwinkel, Jochen Kopp: Not Vital. Agadez. Kunsthalle Bielefeld / Albion Gallery London 2005 (DVD, 30 Min.)
- Pascal Hofmann: Jau ta dun la glina - Not Vital. Radiotelevisiun Svizra Rumantscha (RTS), 2018 / Reck Filmproduktion, Zürich
- Pascal Hofmann: Not Me - A Journey with Not Vital., Reck Filmproduktion, 2022, (78')